# Claude Bernard des Sablons
Claude Bernard dit Bernard des Sablons, né le 2 septembre 1757 à Moret-sur-Loing (Seine-et-Marne), mort le 16 novembre 1831 dans la même ville, est un homme politique de la Révolution française.

## Biographie
La monarchie constitutionnelle, mise en place par la constitution du 3 septembre 1791, prend fin à l'issue de la journée du 10 août 1792 : les bataillons de fédérés bretons et marseillais et les insurgés des faubourgs de Paris prennent le palais des Tuileries. Louis XVI est suspendu et incarcéré, avec sa famille, à la tour du Temple.
En septembre 1792, Claude Bernard, alors officier municipal de Moret-sur-Loing, est élu député du département de Seine-et-Marne, le septième sur onze, à la Convention nationale. Il y est surnommé « Bernard des Sablons », du nom de la localité de Veneux-les-Sablons, et ne saurait être confondu avec ses trois collègues homonymes : 
- André-Antoine Bernard (député de la Charente-Inférieure) ;
- Louis Bernard (député de l'Aveyron) ;
- Marc-Antoine Bernard (député des Bouches-du-Rhône).

Il siège sur les bancs de la Plaine. Lors du procès de Louis XVI, il vote en faveur de la culpabilité en précisant : 
[...] je déclare Louis coupable comme mandataire du peuple ; mais en même temps je déclare que je ne veux pas remplir les fonctions de juge.
Il vote « la mort avec sursis jusqu'à la sanction de la Constitution » et se prononce en faveur de l'appel au peuple et du sursis à l'exécution. 
Le 13 avril 1793, il refuse de prendre part au scrutin sur la mise en accusation de Jean-Paul Marat. Le 28 mai, il vote en faveur du rétablissement de la Commission des Douze. 
En brumaire an IV (octobre 1795), sous le Directoire, Claude Bernard est réélu député et siège au Conseil des Cinq-Cents. Il est tiré au sort pour quitter le Conseil en prairial an IV (mai 1798). 

## Source
- « Claude Bernard des Sablons », dans Adolphe Robert et Gaston Cougny, Dictionnaire des parlementaires français, Edgar Bourloton, 1889-1891 [détail de l’édition]